# Casa de Ruiz del Valle

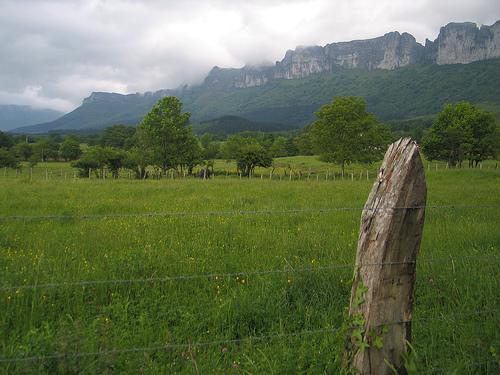
Valle de Sotoscueva

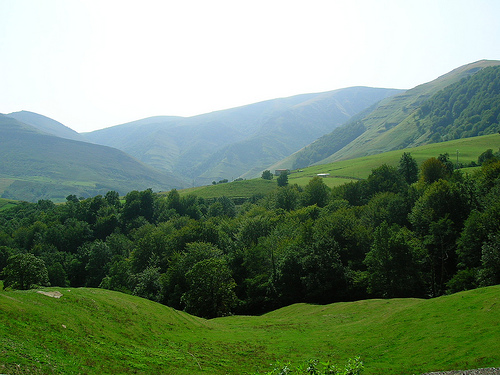
Valle de Sotoscueva

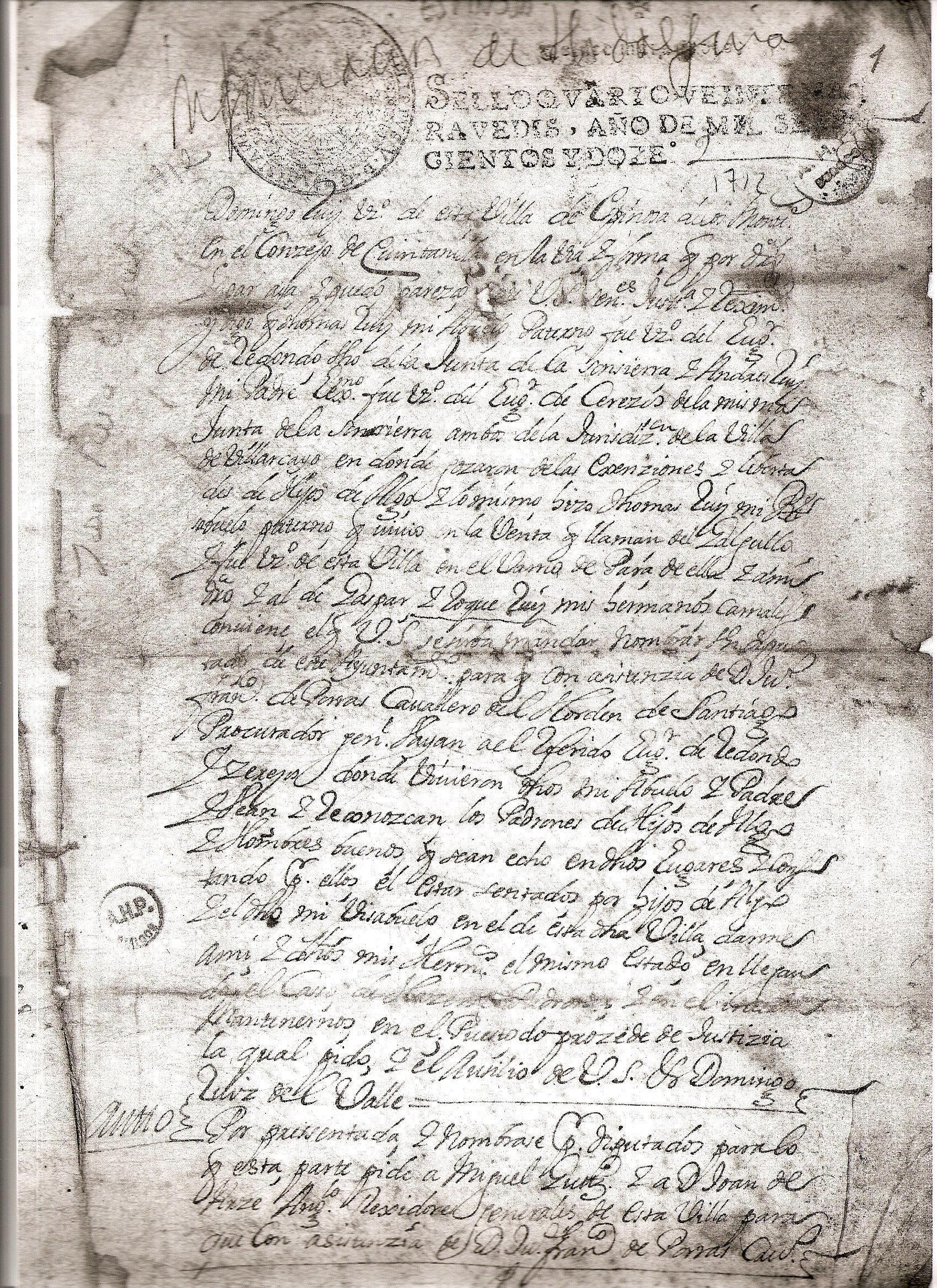
Información de hidalguía del año de 1712 de Domingo Ruiz del Valle, Alguacil Mayor de la Villa de Espinosa de los Monteros, bisnieto de Thomas (el viejo) Ruiz del Valle

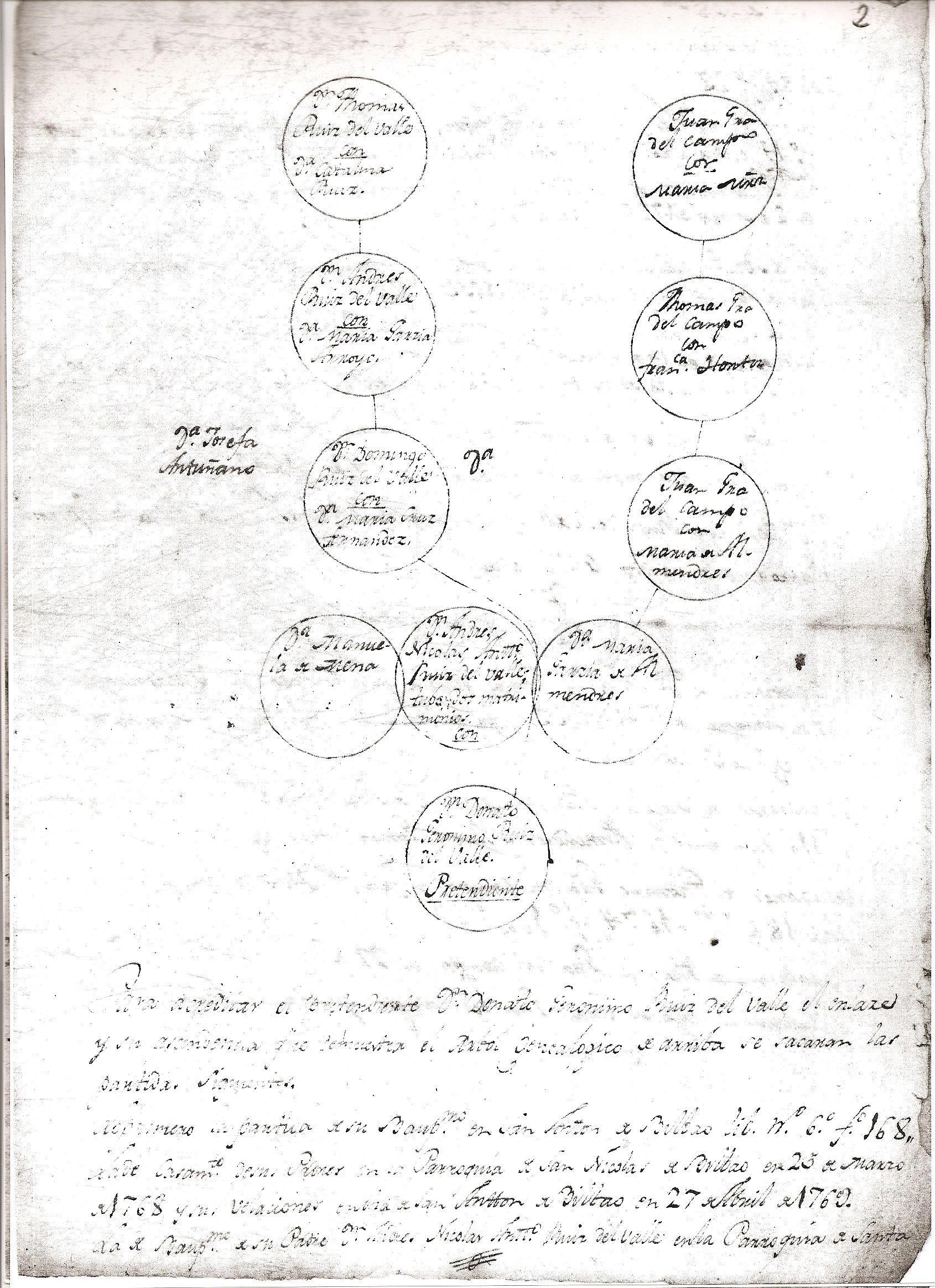
Árbol Genealógico de Donato Gerónimo Ruiz del Valle, nieto de Domingo Ruiz del Valle

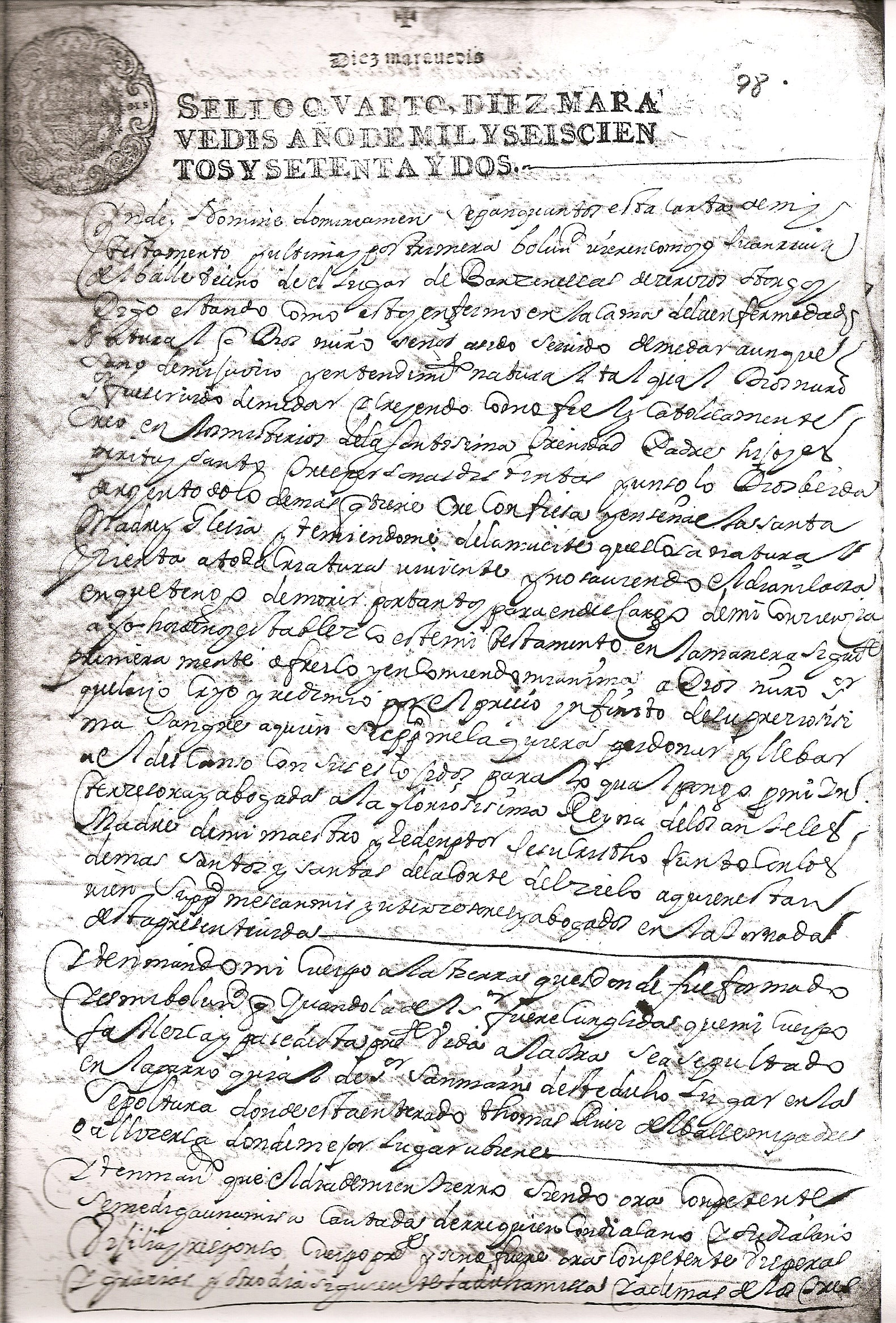
Página primera del testamento del año de 1672 de Juan (el viejo) Ruiz del Valle, que fue sepultado en la sepultura de su padre Thomas (el viejo) Ruiz del Valle en la Capilla Mayor de la Iglesia de San Martín Obispo de Barcenillas de Cerezos. Realizado ante el escribano de Su Majestad de Espinosa de los Monteros, D. Manuel Gómez-Negrete

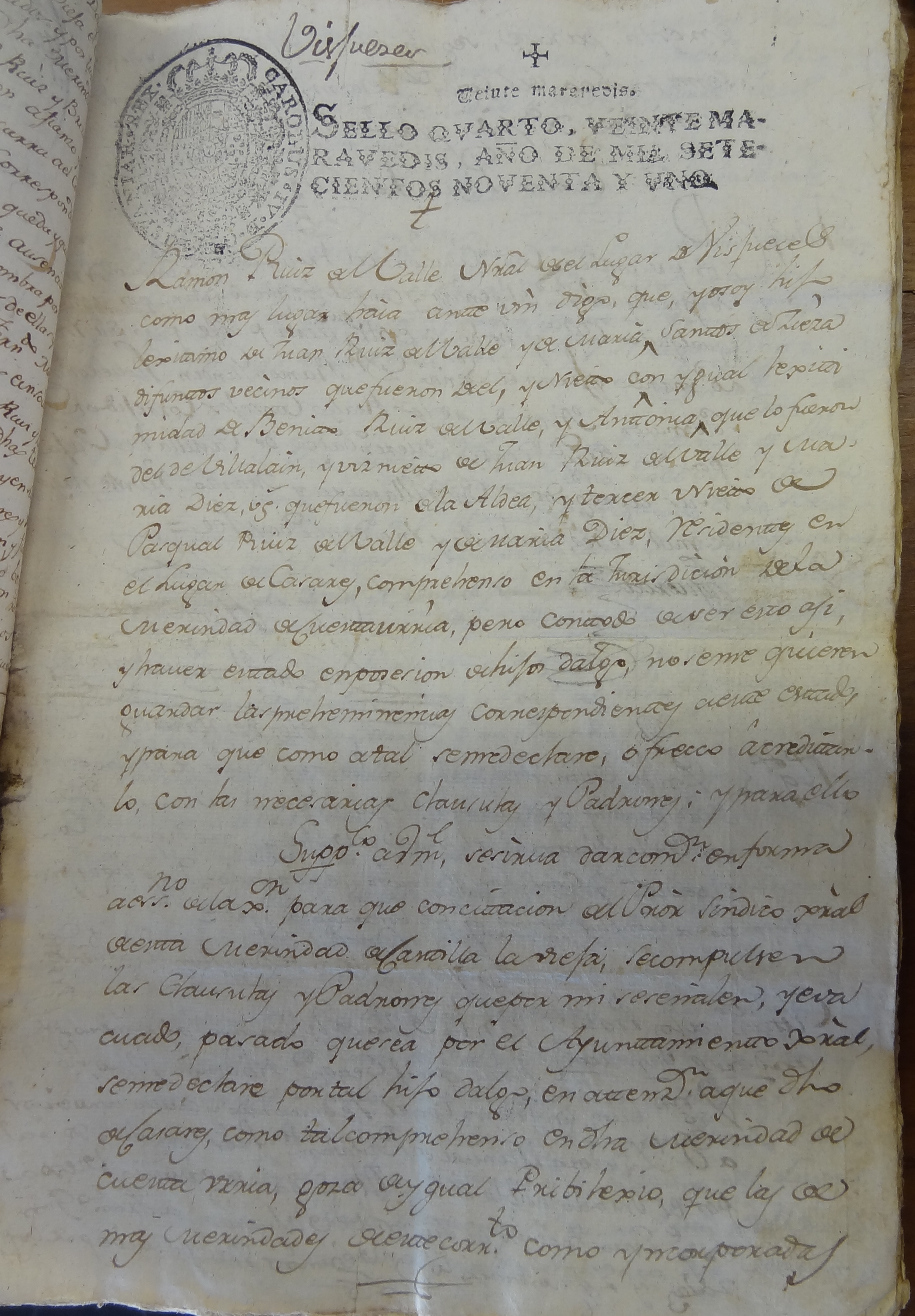
Información de Hidalguía de 1791 de Rufo Ramón Ruiz del Valle, admitido como hijodalgo en Bisjueces. Quinto nieto de Tomás (el viejo) Ruiz del Valle

La casa de Ruiz del Valle es un antiguo linaje nobiliario español que tiene sus orígenes en el siglo XIV en behetrías de Castilla pertenecientes a la corona de Castilla. Siendo su solar original Merindad de Sotoscueva, en la montaña de Burgos.

## Historia
Se conoce a la Casa de Ruiz del Valle desde el siglo XIV durante las luchas banderizas que estallaron en este siglo enfrentando a los Salazar contra los Velasco y prosiguieron, con inusitada violencia, hasta el siglo siguiente. 
El apellido se expandió rápidamente, fundando so casa en Cerezos, Barcenillas de Cerezos, Redondo de la Sonsierra, Para de Espinosa, Herrera de Redondo, Quintanilla del Rebollar, Quisicedo y El Rebollar todos en la Sonsierra Merindad de Sotoscueva, en las montañas de Burgos. De estos lugares pasaron a fundar casa en Espinosa de los Monteros, en Villarcayo, en la Merindad de Castilla la Vieja, en Medina de Pomar y sus aldeas, en la Merindad de Valdivielso, en la Merindad de Montija, en el Valle de Mena, en el Valle de Manzanedo,en Almagro, en Madrid.

### SigloXVI
En la segunda mitad de 1500 nacen en Barcenillas de Cerezos en la llamada Venta del Galgullo, Tomás "el Viejo" Ruiz del Valle, Señor de la Casa de Barcenillas de Cerezos y también el que probablemente sería su hermano, Alonso el mayor Ruiz del Valle,  Señor de la Casa de Cerezos en el Partido de la Sonsierra.
Tenían su enterramiento los descendientes de esta casa en la Capilla Mayor de la Iglesia de San Martín Obispo de Barcenillas de Cerezos. Gran muestra de ello se puede ver gracias a las numerosas partidas de defunción que se encuentran el los libros parroquiales custodiados en el Archivo Diocesano de Burgos

### SigloXVII
Tras la muerte de Tomás el viejo, Señor y Mayor de la Casa, le sucedió su hijo mayor Juan el viejo, mientras su segundo hijo Tomás el joven pasó a fundar casa en Redondo Partido de la Sonsierra, donde tuvo una amplia descendencia. A la muerte de su hermano, Alonso el mayor, su hijo Alonso el menor pasó a ser Señor de la Casa de Cerezos y contrajo matrimonio con María Gómez-Marañon de la Casa de Cornejo con quien tuvo una amplia descendencia.
A lo lago de este siglo probaron en numerosas ocasiones su hidalguía en los Padrones de la Moneda Forera

## Toponimia
Ruiz del Valle es un apellido compuesto castellano que se formó de la derivación del apellido toponímico, "del Valle", con un patronímico o sobrenombre "Ruiz", derivación de antiguo de "Ruy del Valle". Al pasar el tiempo y al establecerse en la Sonsierra tomaron los descendientes de este linaje en recuerdo a su origen, como apellido  compuesto Ruiz del Valle.
La zona conocida como el Valle de la Merindad de Sotoscueva, se encuentra entre las poblaciones de La Parte de Sotoscueva, Entrambosríos, Vallejo, Quintanilla-Sotoscueva, Quisicedo, Villabáscones y Cueva, muy probablemente cerca de la Ermita de San Roque estuvo su primitivo solar.

## Heráldica
En campo de oro, una cabeza de oso, de sable,  lampasado de gules, goteando sangre.
El oro significa; nobleza, riqueza, poder, luz, constancia y sabiduría y cuantos lleven este metal en sus escudos están obligados a hacer el bien a los pobres, defender a sus Príncipes hasta la última gota de sangre.
El oso es una de las más antiguas y nobles figuras de las armerías, es un símbolo de la vida salvaje, de la fortaleza y la habilidad en el manejo de las armas contra el enemigo.
La Sangre significa; logrando la victoria.

## Reales Provisiones de un mismo acuerdo
Eran según el Conde de Borrajeiros “que, una vez que se habían practicado todas las pruebas propuestas por la parte demandante que era la que en realidad soportaba la carga de la prueba, pues afirmaba un estado contrario al normal, se le ponían de manifiesto al Concejo demandado, y éste, en vista de tal resultado, reunido, al son de campana tañida,, en el lugar de costumbre, reconocía la cualidad de hijodalgo en el pretendiente: (estaba de un mismo acuerdo con el)”

## Sala de Hijosdalgode laReal Chancillería de Valladolid
- Martín Ruiz del Valle y Ruiz-Marañon, Martínez-Ezquerra y de Llarena , en 1770.

Hijo de Gabriel Ruiz del Valle y Martínez-Ezquerra y Manuela Ruiz-Marañon y de Llarena, nieto de Domingo Ruiz del Valle y González y María Santos Martínez-Ezquerra y Arroyo, bisnieto de Martín Ruiz del Valle y Ruiz de la Peña y Catalina González, tataranieto de  Tomás (el viejo) Ruiz del Valle y Ana Ruiz de la Peña
- Francisco Manuel Ruiz del Valle y Sainz-Trápaga, de Arroyo y Gutiérrez , en 1771.

Hijo de Roque Ruiz del Valle y García de Arroyo y María Josepha Sainz-Trápaga y Gutiérrez de San Martín,natural de Balmaseda, nieto de Andrés Ruiz del Valle y Ruiz de la Cuesta y María García de Arroyo y González, bisnieto de Tomás (el joven) Ruiz del Valle y Martínez y Catalina Ruiz de la Cuesta, tataranieto de Tomás (el viejo) Ruiz del Valle y María Martínez-Ezquerra
Línea materna: nieto de José Sainz-Trápaga y García de Los Cerros y María Gutiérrez de La Penilla y García de La Penilla de San Martín, bisnieto de Juan Francisco Sainz-Trápaga y Zorrilla de Rozas y Ana García de Los Cerros y Sainz de Prado
- Pablo Ruiz del Valle y Gómez, Martínez-Ezquerra y Ruiz del Valle , en 1792
- Francisco Bentura Ruiz del Valle y de Vivanco, García y de Barcena, en 1797.

Hijo de Francisco Seberino Ruiz del Valle y García y María de Vivanco y de Bárcena, nieto de Juan (el menor) Ruiz del Valle y Díez-Gallo y Clara García de Celada, bisnieto de  Juan (el mayor) Ruiz del Valle y Díez y María Díez-Gallo y Ruiz-Capillas, tataranieto de Pascual Ruiz del Valle, y María Díez, cuarto nieto de Juan (el viejo) Ruiz del Valle y Catalina Mazón y quinto nieto de Tomás (el viejo) Ruiz del Valle y María Martínez-Ezquerra
- Evaristo Ruiz del Valle y de Vivanco, Gómez-Marañon y Santos, en 1826.

Hijo de Gregorio Ruiz del Valle y Gómez-Marañon y Ambrosia de Vivanco y González, nieto de Santiago Ruiz del Valle y Cano-Monasterio y Gerónima Gómez-Marañon y López-Borricón, bisnieto de Gregorio Ruiz del Valle y González y Casilda Gómez, Tataranieto de Martín Ruiz del Valle y Ruiz de la Peña y Catalina González, cuarto nieto de Tomás (el viejo) Ruiz del Valle y Ana Ruiz de la Peña

## Sello Mayor de hidalguía de la Villa de Bilbao
Para poder residir en Vizcaya era necesario probar la hidalguía por los cuatro costados (apellidos de los cuatro abuelos).
En el archivo histórico de la villa de Guernica, Vizcaya se custodia el expediente de:
- Pedro de Escalante y Ruiz del Valle, Martínez-Vallejo y Ruiz de la Cuesta, en 1781.

## Padrones de Moneda Forera de la Merindad de Castilla vieja
El Padrón de la moneda forera se realizaba en principio cada cinco años pero a mediados del siglo XVIII pasó a realizarse cada siete años. Servía para controlar a los que tenían que pagar impuestos los pecheros y los que estaban exentos nobles hidalgos y eclesiásticos.
En  Barcenillas de Cerezos 7 de enero de 1653
- Doña Ana Ruiz de la Peña viuda de D. Tomás el viejo Ruiz del Valle,  hijodalgo; Antonio y Martín Ruiz del Valle hijos de los suso dichos hijosdalgo
- D. Gabriel Ruiz del Valle,  hijodalgo
- D. Juan el viejo Ruiz del Valle,  hijodalgo

En  Cerezos 7 de enero de 1653
- D Alonso Ruiz del Valle y D. Domingo Ruiz del Valle hijos de D. Alonso Ruiz del Valle y Doña María Gutiérrez difuntos hijosdalgo

En  Redondo 7 de enero de 1653
- D. Domingo Ruiz del Valle,  hijodalgo
- D. Pedro Ruiz del Valle,  hijodalgo
- D. Tomás Ruiz del Valle,  hijodalgo

En  Casares 16 de abril de 1687
- D. Pascual Ruiz del Valle,  habitante hijodalgo

En la Aldea de Medina 29 de mayo de 1711
D. Juan Ruiz del Valle, hijodalgo
En la Aldea de Medina 6 de agosto de 1712
- D. Juan Ruiz del Valle, hijodalgo

En la Aldea de Medina 3 de abril de 1717
- D. Juan Ruiz del Valle: Juan. Benito, Bernabé. Marcos. Gabriel Ruiz del Valle, sus hijos legítimos hijosdalgo notorios

En  Villalaín 18 de febrero de 1731
- D. Benito uiz del Valle y Pedro su hijo, hijosdalgo

En  Villalaín24 de abril de 1737
- D. Benito Ruiz del Valle y Antonia Díez su mujer vecinos de dicho lugar, Manuel, Pedro, Juan, Ambrosio y Juana, sus hijos, hijosdalgo

En  Villalaín 23 de junio de 1745
- D. Benito Ruiz del Valle y Antonia Díez su mujer Manuel, Pedro, Juan, Juana, Tomas, Francisco y Domingo sus hijos, hijosdalgo

En Horna 13 de agosto de 1752
- Don Domingo Ruiz del Valle, hijodalgo

En Incinillas 20 de agosto de 1752
- D. José Ruiz del Valle y María López de Para, su mujer y Juan Ruiz del Valle su hijo, hijosdalgo

En Villalaín 26 de septiembre de 1752
- Dña. Antonia Díez, viuda de D. Juan Benito Ruiz del Valle,  Pedro, Juan, Thomás, y Francisco Ruiz del Valle, hijos de los referidos, hijosdalgo
- Bernardo de Escalante y María Ruiz del Valle, su mujer; Francisco, Pedro, José Pablo y Juana de Escalante, sus hijos hijosdalgo
- Bernardo de la Peña, vecino y Josepha Ruiz del Valle, su mujer, Pedro de la Peña, Francisca y María sus hijos hijosdalgo
- Lorenzo y Felipe Díez hijos de la dicha Josepha Ruiz del Valle y Gregorio Díez su marido que fue en primeras nupcias, difunto, vecino que fue de este lugar, hijosdalgo .

En  Villalaín 26 de septiembre de 1753
- Antonia Díez viuda de D. Benito Ruiz del Valle, Pedro, Juan, Domingo, Tomas y Francisco hijo de los referidos, hijosdalgo

En  Villalaín octubre de 1759
- Antonia Díez , Domingo, Tomas y Francisco Ruiz del Valle sus hijos y de D. Benito Ruiz del Valle, hijosdalgo notorios

## Expedientes Militares
Se custodian en el Archivo General Militar de Segovia los expedientes de ingreso de los siguientes Caballeros;
- Don Benito Ruiz del Valle en Infantería, en 1835
- Don Ezequiel Ruiz del Valle, en el Cuerpo de Voluntarios en 1876
- Don Joaquín Ruiz del Valle, en Infantería, en 1864
- Don Manuel Ruiz del Valle, en Carabineros, en 1837
- Don Tomas Ruiz del Valle de condición Noble, en Infantería, en 1827,
- Don Víctor Ruiz del Valle, hijo de Oficial, en Caballería, en 1839
- Don Juan Ruiz del Valle y Díaz, en Infantería, en 1862
- Don Bernardo Ruiz del Valle y Lanzarote, hijo de Oficial, en Infantería, en 1828.

## Blasones y Genealogía simplificada

### Primera Casa de Ruiz del Valle (primer matrimonio)
| Thomas (el viejo) Ruiz del Valle │ | Thomas (el viejo) Ruiz del Valle │ | Thomas (el viejo) Ruiz del Valle │ | Thomas (el viejo) Ruiz del Valle │ | Thomas (el viejo) Ruiz del Valle │ | Thomas (el viejo) Ruiz del Valle │ | Thomas (el viejo) Ruiz del Valle │ | Thomas (el viejo) Ruiz del Valle │ | Thomas (el viejo) Ruiz del Valle │ | Thomas (el viejo) Ruiz del Valle │ | Thomas (el viejo) Ruiz del Valle │   | X                                    | . María Martínez         | . María Martínez |   |                             |                           |  |
|                                    |                                    |                                    |                                    |                                    |                                    |                                    |                                    |                                    |                                    |                                      |                                      |                          |                  |   |                             |                           |  |
| │ Juan (el viejo) Ruiz del Valle │ | │ Juan (el viejo) Ruiz del Valle │ |                                    |                                    |                                    | X                                  |                                    |                                    | Cathalina Mazón                    |                                    | │ Thomas (el joven) Ruiz del Valle │ | │ Thomas (el joven) Ruiz del Valle │ |                          | X                |   | Cathalina Ruiz de la Cuesta |                           |  |
|                                    |                                    |                                    |                                    |                                    |                                    |                                    |                                    |                                    |                                    |                                      |                                      |                          |                  |   |                             |                           |  |
| │ Pascual Ruiz del Valle │         | │ Pascual Ruiz del Valle │         | │ Pascual Ruiz del Valle │         | │ Pascual Ruiz del Valle │         | │ Pascual Ruiz del Valle │         |                                    | X                                  |                                    | María Díez                         |                                    |                                      | │ María Ruiz del Valle │             | │ María Ruiz del Valle │ |                  | X |                             | Francisco Rebuelta-Corral |  |

### Primera Casa de Ruiz del Valle (segundo matrimonio)
| Thomas (el viejo) Ruiz del Valle │ | Thomas (el viejo) Ruiz del Valle │ | Thomas (el viejo) Ruiz del Valle │ | Thomas (el viejo) Ruiz del Valle │ | Thomas (el viejo) Ruiz del Valle │ | Thomas (el viejo) Ruiz del Valle │ | Thomas (el viejo) Ruiz del Valle │ | Thomas (el viejo) Ruiz del Valle │ | Thomas (el viejo) Ruiz del Valle │ | Thomas (el viejo) Ruiz del Valle │ | Thomas (el viejo) Ruiz del Valle │ | X | . Ana Ruiz de la Peña     | . Ana Ruiz de la Peña     |  |   |  |                    |  |  |  |                           |                           |  |   |  |                     |  |                           |                           |  |   |  |                    |  |                            |                            |  |   |  |                    |
|                                    |                                    |                                    |                                    |                                    |                                    |                                    |                                    |                                    |                                    |                                    |   |                           |                           |  |   |  |                    |  |  |  |                           |                           |  |   |  |                     |  |                           |                           |  |   |  |                    |  |                            |                            |  |   |  |                    |
| │ Gabriel Ruiz del Valle │         | │ Gabriel Ruiz del Valle │         |                                    |                                    |                                    | X                                  |                                    |                                    | Thomasa Ruiz de la Cuesta          |                                    |                                    |   | │ Martín Ruiz del Valle │ | │ Martín Ruiz del Valle │ |  | X |  | Cathalina González |  |  |  | │ Alonso Ruiz del Valle │ | │ Alonso Ruiz del Valle │ |  | X |  | María Gómez-Marañon |  | │ Manuel Ruiz del Valle │ | │ Manuel Ruiz del Valle │ |  | X |  | Cathalina González |  | │ Casilda Ruiz del Valle │ | │ Casilda Ruiz del Valle │ |  | X |  | Pedro Ruiz-Cotorro |

### Segunda Casa de Ruiz del Valle
| Alonso (el mayor) Ruiz del Valle │   | Alonso (el mayor) Ruiz del Valle │   | Alonso (el mayor) Ruiz del Valle │ | Alonso (el mayor) Ruiz del Valle │ | Alonso (el mayor) Ruiz del Valle │ | Alonso (el mayor) Ruiz del Valle │ | Alonso (el mayor) Ruiz del Valle │ | Alonso (el mayor) Ruiz del Valle │ | Alonso (el mayor) Ruiz del Valle │ | Alonso (el mayor) Ruiz del Valle │ | Alonso (el mayor) Ruiz del Valle │ | X                          | . María Gutiérrez-Barquín  | . María Gutiérrez-Barquín  |  |                           |                           |  |   |  |                 |  |
|                                      |                                      |                                    |                                    |                                    |                                    |                                    |                                    |                                    |                                    |                                    |                            |                            |                            |  |                           |                           |  |   |  |                 |  |
| │ Alonso (el menor) Ruiz del Valle │ | │ Alonso (el menor) Ruiz del Valle │ |                                    |                                    |                                    | X                                  |                                    |                                    | María Gómez-Marañon                |                                    | │ Domingo Ruiz del Valle │         | │ Domingo Ruiz del Valle │ |                            |                            |  |                           |                           |  |   |  |                 |  |
|                                      |                                      |                                    |                                    |                                    |                                    |                                    |                                    |                                    |                                    |                                    |                            |                            |                            |  |                           |                           |  |   |  |                 |  |
| │ Catalina Ruiz del Valle │          | │ Catalina Ruiz del Valle │          | │ Catalina Ruiz del Valle │        | │ Catalina Ruiz del Valle │        | │ Catalina Ruiz del Valle │        |                                    |                                    |                                    | │ Pacual Ruiz del Valle │          | │ Pacual Ruiz del Valle │          |                                    |                            | │ Antonia Ruiz del Valle │ | │ Antonia Ruiz del Valle │ |  | │ Joseph Ruiz del Valle │ | │ Joseph Ruiz del Valle │ |  | X |  | Fabiana Ciruelo |  |

- Datos: Q5403672